# Wilhelmus Joannes Demarteau
Pour les articles homonymes, voir Demarteau.
Wilhelmus Joannes (Guillaume Jean) Demarteau, né le 24 janvier 1917 à Horn et mort le 5 décembre 2012, est un prélat catholique néerlandais qui prit la nationalité indonésienne.

## Biographie
Originaire du diocèse de Ruremonde, Wilhelmus Joannes Demarteau est ordonné prêtre en 1941 dans la congrégation des missionnaires de la Sainte-Famille. En 1954, il est nommé vicaire apostolique de Banjarmasin en Indonésie et évêque titulaire d‘Arsinoë-en-Chypre (de) et est consacré le 5 mai par Georges-Marie de Jonghe d'Ardoye avec comme co-consécrateurs Tarcisius van Valenberg (nl) et Albertus Soegijapranata. En 1961 il devient évêque de Banjarmasin. Mgr Demarteau prend sa retraite en 1983.

## Succession apostolique
Wilhelmus Joannes Demarteau a ordonné les évêques suivants :
- Évêque Fransiskus Xaverius Rocharjanta Prajasuta, M.S.F. (1983)